# Gregorio Sauceda-Gamboa
Gregorio Sauceda Gamboa es un traficante de droga ilegal mexicano de Los Zetas, cuando Los Zetas fueron el brazo armado del cártel del Golfo.
Sauceda fue un exoficial de la Policía de Investigaciones, que ayudó a pasar contrabando de un promedio de 10 toneladas de cocaína y 30 toneladas de marihuana en la frontera cada mes.
Fue capturado el 30 de abril de 2009 en Matamoros, Tamaulipas, junto con su esposa y su guardaespaldas, Miguel Ángel Reyes Grajales. Las autoridades mexicanas habían ofrecido unos 30 millones de pesos (aproximadamente USD $ 2,1 millones) de recompensa por información que conduzca a su captura.